# Русинов, Дмитрий Владимирович (биатлонист)
Дми́трий Влади́мирович Руси́нов (род. 26 февраля 1990, Дедовск, Московская область) — украинский биатлонист, до сезона 2012/13 имел российское гражданство, с 2012 года — гражданин Украины.

## Карьера
Биатлоном начал заниматься ГБОУ ДОДСН "СДЮШОР №43" у тренера Геннадия Петровича Егорова. Русинов становился чемпионом и призёром чемпионата страны по биатлону среди юниоров. В 2009 году он получил звание Мастера спорта.

## Сезон 2012/2013
Перед первенством мира в чешском Ново Место Русинов выиграл общероссийские соревнования и отобрался в сборную страны для участия в чемпионате. Однако после этого спортсмен принял решение сменить гражданство и выступать за сборную Украины. Данное решение биатлонист объяснил проблемами с финансированием в Московской федерации биатлона.
За новую для себя сборную Русинов дебютировал на чемпионате Европы в болгарском Банско, где занял 41-е место в спринте.
На этапах Кубка Мира он впервые появился в норвежском Хольменколлене, где участвовал в комбинации спринт-пасьют. В обоих гонках Русинов занял 54-е место.
Сейчас Дмитрий работает в Дедовской школе "МОУ Лицей"г.Дедовск